# Syzygium mouanum
Syzygium mouanum är en myrtenväxtart som beskrevs av André Guillaumin. Syzygium mouanum ingår i släktet Syzygium och familjen myrtenväxter.
Artens utbredningsområde är Nya Kaledonien. Inga underarter finns listade i Catalogue of Life.